# Magazine (band)
Magazine was een Engelse post-punkband, actief van 1977 tot 1981 en daarna weer van 2009 tot 2011. De band werd opgericht door Howard Devoto, nadat hij begin 1977 de punkband Buzzcocks had verlaten. Devoto had besloten om een meer progressieve en minder "traditionele" rockband op te richten.

## Geschiedenis
Devoto richtte Magazine op in Manchester, kort nadat hij Buzzcocks begin 1977 had verlaten. In april 1977 ontmoette hij gitarist McGeoch, toen een kunststudent, en ze begonnen nummers te schrijven, waarvan sommige op het eerste Magazine-album zouden verschijnen. Vervolgens rekruteerden ze Barry Adamson op bas, Bob Dickinson op keyboards en Martin Jackson (voorheen van the Freshies) op drums, waarmee de eerste bezetting van de band een feit was. Na een contract bij Virgin Records getekend te hebben trad Magazine op 28 oktober 1977 voor het eerst op in Rafters in Manchester.
Magazine kwam in 2009 terug voor een tournee in Groot-Brittannië, met bijna alle overgebleven leden van de "klassieke" line-up, met uitzondering van gitarist John McGeoch, die in 2004 was overleden. Hij werd vervangen door Noko, die met Devoto in Luxuria had gespeeld. Magazine bracht in oktober 2011 een album uit met nieuw materiaal, No Thyself, gevolgd door een korte tournee in Groot-Brittannië.
"Motorcade" co-writer Dickinson, wiens achtergrond lag in klassiek en avant-garde muziek, vertrok kort na enkele optredens eind 1977. Begin 1978 bracht de band hun eerste single uit, "Shot by Both Sides", een nummer dat Magazine opnam als kwartet. Het bevatte een gitaar-bas-drums geluid vergelijkbaar met punk rock. Kort na het uitbrengen van de single kwam Dave Formula, die had gespeeld in een kortstondig succesvolle rockband uit de jaren 1960 uit Manchester genaamd St. Louis Union, erbij als toetsenist. "Shot by Both Sides" gebruikte een akkoordprogressie voorgesteld door Pete Shelley, die ook werd gebruikt in de Buzzcocks track "Lipstick". De Magazine-single miste net de Britse Top 40. De band, met Formula op keyboards, maakte zijn eerste grote tv-optreden op Top of the Pops in februari 1978, met het uitvoeren van de single.
Na een Britse tournee ter promotie van hun debuutalbum Real Life (die de UK Top 30 haalde), verliet Jackson Magazine eind juli. Hij werd kort vervangen door Paul Spencer, die met de band optrad voor optredens in heel Europa en enkele televisie-optredens, waaronder The Old Grey Whistle Test', waar ze "Definitive Gaze" speelden. Spencer stopte halverwege de tournee en sloot zich kort daarna aan bij the Speedometors. Hij werd in oktober vervangen door John Doyle, die de Real Life promotietournee voltooide en in de band bleef.
Het tweede album van Magazine, Secondhand Daylight, werd uitgebracht in 1979 en bereikte de UK Top 40. Op het album werd meer gebruik gemaakt van synthesisers. Datzelfde jaar sloten McGeoch, Adamson en Formula zich aan bij het elektronische project Visage, waarmee ze de single "Tar" opnamen en uitbrachten.
Na de release van Secondhand Daylight, besloot Devoto om van producer te veranderen. Hij koos voor Martin Hannett, die hun volgende album produceerde, The Correct Use of Soap, dat het jaar daarop uitkwam en opnieuw de Top 30 haalde. Na de release besloot McGeoch de band te verlaten, moe van de lage verkoopcijfers van Magazine en hun minder gitaar-georiënteerde songs. Hij sloot zich al snel aan bij Siouxsie and the Banshees. Om hem te vervangen, huurde de band Robin Simon, die in Ultravox en Neo had gezeten. Die line-up toerde door Europa en Australië, en namen hun volgende release op, het livealbum Play. Simon maakte een aantal eerste opnames en repetities voor wat het volgende Magazine album zou worden, waaronder het meeschrijven aan het nummer "So Lucky", maar hij verliet de band voordat het album werd uitgebracht, zodat hij het John Foxx soloalbum The Garden kon opnemen.

### Reünie
In juli 2008 bevestigden Devoto en Magazine dat ze zouden hervormen voor vijf data in februari 2009. De line-up bestond uit Devoto, Formula, Adamson en Doyle. Radiohead gitarist Jonny Greenwood sloeg een uitnodiging af om op gitaar in te vallen; volgens Radiohead medewerker Adam Buxton, "Ik denk dat Jonny gewoon overweldigd was, want hij is de grootste Magazine fan in de wereld. Hij was gewoon te verlegen, denk ik. Ik weet zeker dat hij al die licks in zijn kastje heeft liggen." In november 2008 kondigde de band aan dat Noko, Devoto's bandmaat in Luxuria (die ook bij the Cure en Apollo 440 had gespeeld), de gitarist zou worden.
De uitverkochte shows kregen lovende kritieken. De groep speelde die zomer op festivals in het Verenigd Koninkrijk en daarbuiten, voordat ze optraden in "The Soap Show" in Manchester, Edinburgh en Londen. Tijdens deze concerten speelde de band twee sets: een uitvoering van The Correct Use of Soap in zijn geheel, gevolgd door een set samengesteld uit andere nummers uit hun arsenaal.
In januari 2010 kwam Noko officieel bij de band en werd een volwaardig lid van Magazine. De band begon te werken aan nieuw materiaal. In november 2010 verliet Barry Adamson de band om zich te concentreren op zijn filmwerk en solo-opnames. Jon "Stan" White trad toe als bassist op de nieuwe opnames en debuteerde live op 30 juni 2011 in Wolverhampton Slade Rooms waar Magazine een opwarmingsshow speelde voor hun Hop Farm Festival optreden twee dagen later.
Een nieuw studioalbum, No Thyself, werd wereldwijd uitgebracht door Wire Sound op 24 oktober 2011, en de band begon aan een UK tour in november.
Op 16 april 2016, in het kader van Record Store Day, bracht de band Once at the Academy uit, een live 5-track 12" ep opgenomen tijdens hun reünie shows in Manchester Academy in februari 2009.

## Legacy
De muziek van Magazine is tot op de dag van vandaag van invloed. Hoewel geworteld in de punk- en new wave-bewegingen, combineerde Magazine elementen van avant-garde en pop. Radiohead in het bijzonder putten uit de lyrische stijl van de groep, en hebben "Shot by Both Sides" in concert uitgevoerd. Johnny Marr noemde Magazine als een invloed, met name het gitaarwerk van McGeoch. Morrissey, een fan en bekende van Devoto, coverde "A Song from Under the Floorboards" als B-kant op zijn single "The Youngest Was the Most Loved" uit 2006. "Floorboards" werd ook gecoverd door My Friend the Chocolate Cake op hun album uit 1994 Brood.
De Zweedse rockgroep Lolita Pop nam een cover op van "A Song from under the Floorboards" op het album "Love Poison" dat in 1989 werd uitgebracht. Half Man Half Biscuit hebben live covers van een aantal Magazine songs uitgevoerd. "The Light Pours Out of Me", van Real Life, is gecoverd door the Mission, Peter Murphy, Sleep Chamber, Zero Boys, en Ministry. De Zweedse punkband No Fun at All deed een cover van "Shot by Both Sides" op hun plaat And Now for Something Completely Different. Devoto schreef mee aan twee nummers met Mansun, "Everyone Must Win" en "Railings", waarbij hij ook vocaal bijdroeg aan het laatste nummer, en de band coverde later "Shot by Both Sides" voor John Peel Sessions. In nummer 66 (mei 2011) van Bass Guitar noemde Duff McKagan Magazine's album Real Life als een invloed, vooral op tracks waar McKagan een chorus effect gebruikt.

## Leden
- Howard Devoto - zanger (1977–1981, 2009–2011)
- John McGeoch - gitaar(1977–1980)
- Barry Adamson - bass gitaar (1977–1981, 2009–2010)
- Martin Jackson - drums (1977–1978)
- Bob Dickinson - keyboards (1977)
- John Scott - gitaar (1977)
- Dave Formula - keyboards (1977–1981, 2009–2011)
- Paul Spencer - drums (1978)
- John Doyle - drums (1978–1981, 2009–2011)
- Robin Simon - gitaar (1980)
- Ben Mandelson - gitaar (1981)
- Noko - gitaar (2009–2011)
- Jonathan "Stan" White - bass gitaar (2010–2011)

Tijdlijn

### Studioalbums
| Jaar | Titel                         | UK  | AUS |
| ---- | ----------------------------- | --- | --- |
| 1978 | Real Life                     | 29  | -   |
| 1979 | Secondhand Daylight           | 38  | -   |
| 1980 | The Correct Use of Soap.      | 98  | -   |
| 1981 | Magic, Murder and the Weather | 95  | -   |
| 2011 | No Thyself                    | 167 | -   |

### Livealbums
| Jaar | Titel                                                                   | UK |
| ---- | ----------------------------------------------------------------------- | -- |
| 1980 | Play                                                                    | 69 |
| 1993 | BBC Radio 1 in Concert.                                                 | -  |
| 2009 | Real Life & Thereafter                                                  | -  |
| 2009 | Live And Intermittent (Restored And Remastered) (08.79 + 09.79 + 09.80) | -  |
| 2016 | Once at the Academy (ep)                                                | -  |

### Singles
| Jaar | Titel                                     | UK | US Dance | Album                         |
| ---- | ----------------------------------------- | -- | -------- | ----------------------------- |
| 1978 | "Shot by Both Sides"                      | 41 | –        | Real Life                     |
| 1978 | "Touch and Go"                            | –  | –        | Non-album single              |
| 1978 | "Give Me Everything"                      | –  | –        | Non-album single              |
| 1979 | "Rhythm of Cruelty"                       | –  | –        | Secondhand Daylight           |
| 1980 | "A Song From Under the Floorboards"       | –  | –        | The Correct Use of Soap       |
| 1980 | "Thank You (Falettinme Be Mice Elf Agin)" | –  | 42       | The Correct Use of Soap       |
| 1980 | "Upside Down"                             | –  | –        | Non-album single              |
| 1980 | Sweetheart Contract (ep)                  | 54 | –        | The Correct Use of Soap       |
| 1981 | "About the Weather"                       | –  | –        | Magic, Murder and the Weather |
| 2011 | "Hello Mr Curtis" - Label: Wire-Sound     | –  | –        | No Thyself                    |

### Compilatiealbums
| Jaar | Titel                                         |
| ---- | --------------------------------------------- |
| 1982 | After the Fact                                |
| 1987 | Rays and Hail 1978–1981: The Best of Magazine |
| 1991 | Scree – Rarities 1978–1981                    |
| 2000 | Where the Power Is                            |
| 2000 | Maybe It's Right to Be Nervous Now            |
| 2008 | The Complete John Peel Sessions               |
| 2009 | Touch & Go: Anthology 02. 78–06. 81           |

### Videoalbums
| Jaar | Titel                                             |
| ---- | ------------------------------------------------- |
| 1989 | Magazine (VHS)                                    |
| 2009 | Real Life & Thereafter dvd/cd - Label: Wire-Sound |

## Lees verder
- Chase, Helen (2009). Magazine: The Biography. Northumbria Press. ISBN 1-904794-36-X.